# إطلاق نار طولكرم 1936
إطلاق نار طولكرم 1936 هو حادث إطلاق نار وقع في مدينة طولكرم في فلسطين في عام 1936 حين أطلق مسلحون فلسطينيون النار على يهوديين على الطريق بين بلدة عنبتا وطولكرم أثناء الانتداب البريطاني في فلسطين، ورد اليهود على الهجوم في اليوم التالي فقتلوا اثنين من العرب في مدينة بتاح تكفا في تل أبيب.

## الأحداث والوقائع
بدأت الأحداث في مساء يوم 15 نيسان (أبريل) عام 1936 عندما قامت مجموعة من العرب الفلسطينيين يُعتقد أنهم من أتباع عزالدين القسام بالقرب من بلدة عنبتا التابعة لمحافظة طولكرم بنصب حاجز على الطريق بين مدينتي نابلس وطولكرم وأوقفوا حوالي 20 مركبة تسير على هذا الطريق مستخدمين الأسلحة وطالبوا السائقين بدفع المال لهم. أوقف المهاجمون سائقين يهوديين وراكب واحد يُدعى إسرائيل حزان وفصلوهم عن الآخرين وأطلقوا النار عليهم، فقتل اثنان منهم بينما نجا الثالث. وفقًا لرواية بعض المصادر أن العرب قالوا لضحاياهم إنهم كانوا يجمعون الأموال والذخائر لمواصلة عمل الشهداء المقدسين الذين عملوا مع عز الدين القسام بهدف قتل كل اليهود والبريطانيين الموجودين في فلسطين. بينما لم يصب أحد السائقين الآخرين في القافلة بأذى عندما صرخ قائلًا للمُهاجمين أنه مسيحي ألماني، ووفقًا للرواية فقد قال له المهاجمون "تفضل من أجل هتلر".
كان أحد القتلى، ويُدعى تسفي داننبرغ، يقود شاحنة محملة بالدجاج إلى تل أبيب عندما أصيب خلال إطلاق النار وظل في حالة صحية حرجة لمدة 5 أيام قبل أن يموت متأثرا بجراحه. أما ثاني قتلى الهجوم فقد كان رجل يُدعى إسرائيل حزان يبلغ من العمر 70 عاما و كان قد هاجر مؤخرًا إلى فلسطين من سالونيك، ومات على الفور بعد إطلاق النار عليه، ودُفن في مقبرة ترومبلدور.

## التداعيات
في الليلة التالية للهجوم الذي وقع في طولكرم، قُتل عاملان عربيان بالقرب من مدينة بتاح تكفا على يد مهاجمين يهود. أقيمت جنازة إسرائيل حزان أحد القتلى في إطلاق نار طولكرم في 17 نيسان (أبريل) من نفس العام في مدينة تل أبيب، وسُرعان ما تحولت إلى مسرح لمظاهرات حاشدة شارك فيها آلاف المتظاهرين ضد الإدارة البريطانية في فلسطين، وضد الهجمات العربية على اليهود، وأغلقت جميع المحلات في المدينة كما توقفت المصانع عن العمل خلال الجنازة.
أفاد تقرير بريطاني بحدوث سلسة اعتداءات قام بها اليهود على الفلسطينيين العرب في 17 نيسان (أبريل) عام 1936 في عدة مناطق كان من بينها شارع هرتسل، وشارع هاراكون، وطريق اللنبي بالقرب من مكتب البريد العام، وخارج سينما المغربي وعند محطة حافلات شاطئ البحر.
يُنظر إلى حادث إطلاق النار الذي وقع في الطريق من بلدة عنبتا إلى طولكرم على نطاق واسع باعتباره مقدمة أو بداية لأعمال العنف والقتل التي وقعت بعد ذلك فيما عُرف بثورة فلسطين 1936-1939 والتي بدأت في مدينة يافا في اليوم الدامي في 19 أبريل (نيسان) عام 1936. وفي غضون أيام من إطلاق نار طولكرم نُشرت الكتب التذكارية التي وضعت على أغلفتها صورة لإسرائيل حزان مرفق بها نص يصفه بأنه الضحية الأولى إلى جانب صور وحقائق عن اليهود الذين قتلوا على يد العرب خلال شهر نيسان 5696 (الموافق تقريبا نيسان (أبريل) من عام 1936.
تبنت الحكومة البريطانية في أعقاب أحداث نيسان (أبريل) 1936 شكلاً من أشكال القانون العسكري النظامي الذي يتضمن أعمال انتقامية وعقاب جماعي، والذي غالبًا ما كان يؤدي إلى إلحاق الضرر بجميع السكان بسبب المتمردين الفعليين الذين دعمهم السكان المدنيون لدرجة أنّه كان من الصعب تحديدهم. وشملت التدابير التي اتخذتها السلطات البريطانية تدمير الممتلكات أثناء عمليات التفتيش، والتي شملت المنازل ومخازن المواد الغذائية، ووفقًا لبعض المصادر فقد كان الجيش البريطاني لجأ الانتقام والعقاب الجماعي بعدما رأى أنه غير قادر إلى حد كبير على مهاجمتهم. حقق هذا المنهج بعض النجاح خلال الثورة العربية في فلسطين ما بين عامي 1936-1939 على الرغم من عدم نجاحها في تحقيق المستوى المطلوب من الفعالية بعد ذلك. فرضت الحكومة البريطانية رقابة شديدة على الصحف الصادرة باللغة العربية في فلسطين مما أدى إلى عدم نشر تفاصيل المُمارسات الانتقامية البريطانية على الرغم من أن هذه الرقابة لم تنطبق على الصحافة الناطقة باللغة العبرية في فترة الانتداب، والتي تمكنت من الحصول على تغطية كبيرة للأعمال العسكرية التي قامت بها السلطات البريطانية في فلسطين.